# ایزانامی ۱۰۲۲۷
سیارک ۱۰۲۲۷ (به انگلیسی: 10227 Izanami، نامگذاری:1997VO6) ده هزار و دویست و بیست و هفتمین سیارک کشف شده‌است که در ۴ نوامبر ۱۹۹۷ کشف شد.
قدر مطلق سیارک برابر ۱۲٫۲۰ است.